# Tshekardocladus
Tshekardocladus – wymarły rodzaj owadów z rzędu Hypoperlida i rodziny Tococladidae, obejmujący tylko jeden znany gatunek: Tshekardocladus sparsus.
Rodzaj i gatunek opisane zostały w 2015 roku przez Daniła Aristowa i Aleksandra Rasnicyna. Jedyna znana skamieniałość odnaleziona została w Czekardzie, na terenie kraju permskiego w Rosji i pochodzi z piętra kunguru, z permu.
Owad ten miał przednie skrzydła długości około 19 mm, o przejrzystej błonie z nakrapianiem w polu między żyłką medialną a kubitalną oraz w polu międzykubitalnym. Żyłka subkostalna miała regularny przebieg. Nasadowa część pola międzyradialnego była wąska. Tylna żyłka medialna była nierozgałęziona, natomiast przednia medialna miała dwa odgałęzienia, z których przednie było długie i przed połączeniem z sektorem radialnym miało przebieg podłużny. Spośród pięciu żyłek analnych druga miała odnogi odchodzące przynasadowo, a za połową długości była grzebyk o ząbkach skierowanych ku tyłowi. Przednia żyłka kubitalna nie była grzebieniowana.